# تونگالا (روسیه)
تونگالا (به لاتین: Tungala) یک منطقهٔ مسکونی در روسیه است که در استان آمور واقع شده‌است.